# Lugalbanda

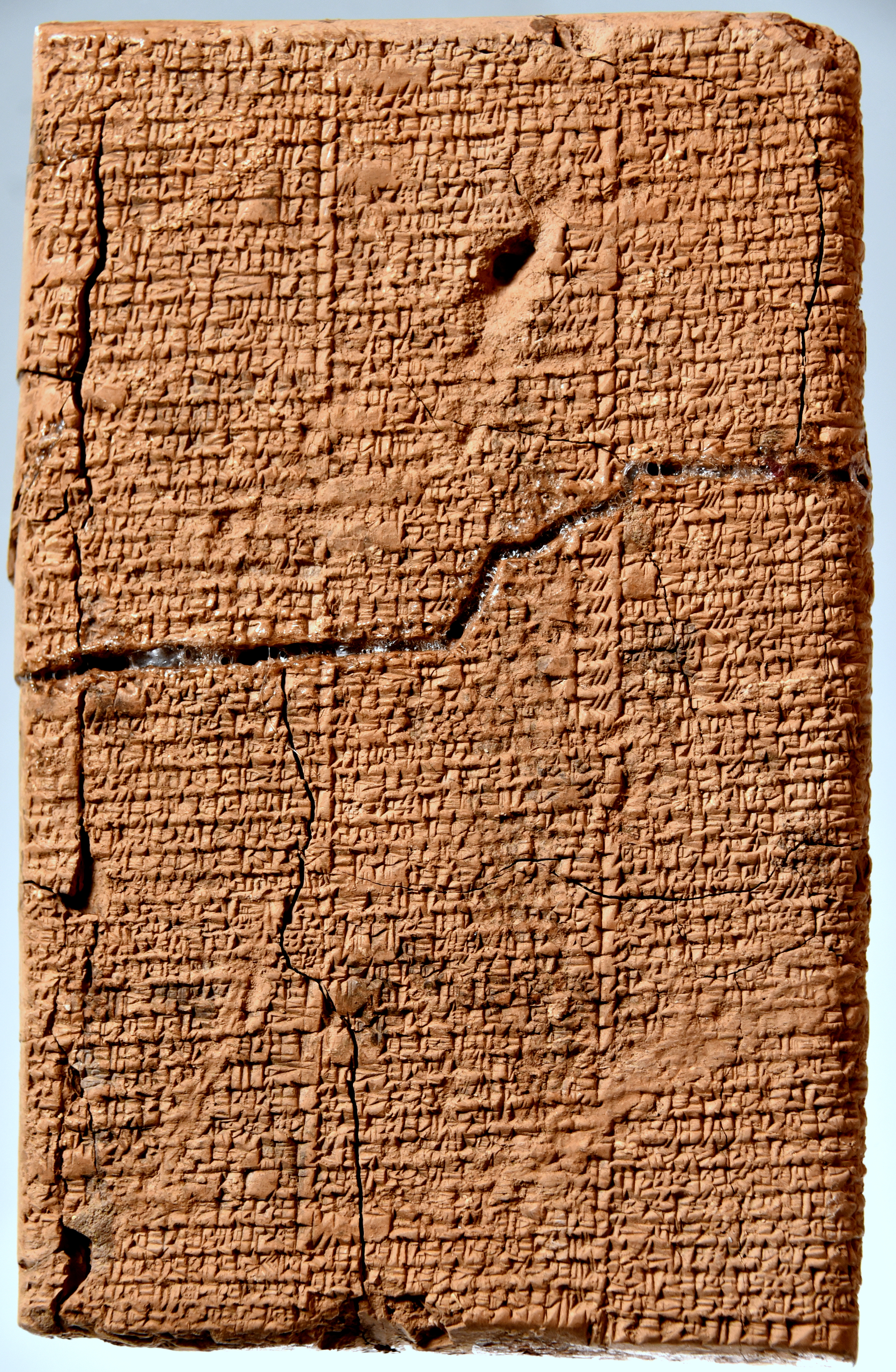
A história de Lugalbanda na Caverna da Montanha, período da Antiga Babilônia, do sul do Iraque. Museu Sulaymaniyah, Curdistão iraquiano.

Lugalbanda o pastor, é um rei semi-lendário da antiga Suméria, cujo reinado situa-se no terceiro milênio a.C. De acordo com a Lista de reis da Suméria, foi o segundo rei da cidade de Uruk (ou Unug), no atual Iraque, e seu reinado teria durado 1200 anos. Seu cognome, o pastor, também é encontrado na Lista.
Lugalbanda é personagem em vários épicos sumérios, conhecidos atualmente como Lugalbanda e a caverna da montanha, Lugalbanda e o senhor de Aratta, entre outros. No grande épico mesopotâmico Epopeia de Gilgamesh, Lugalbanda e a deusa Ninsuna são apresentados como pais do herói Gilgamesh. Na Lista, porém, Gilgamesh é filho de um "fantasma" de Kulaba. Na Epopeia há evidência de que Lugalbanda foi deificado, uma vez que Gilgamesh refere-se a ele como "divino".